# Candelaria (departement)
Candelaria is een departement in de Argentijnse provincie Misiones. Het departement (Spaans:  departamento) heeft een oppervlakte van 913 km² en telt 22.290 inwoners.

## Plaatsen in departement Candelaria
- Bonpland
- Candelaria
- Cerro Corá
- Loreto
- Mártires
- Profundidad
- Santa Ana